# Roulette (album)
Roulette er navnet på Labans andet og sidste engelsksprogede album, som udkom i 1987.

## Spor
| #   | Titel                   | Længde |
| --- | ----------------------- | ------ |
| 1.  | "Russian roulette"      | 3:45   |
| 2.  | "Down on your knees"    | 4:16   |
| 3.  | "Don't stop"            | 4:23   |
| 4.  | "Save me"               | 3:33   |
| 5.  | "Destiny"               | 4:20   |
| 6.  | "Cool down"             | 4:40   |
| 7.  | "Prisoner of the night" | 3:51   |
| 8.  | "Asian heart"           | 4:57   |
| 9.  | "Playboy/playgirl"      | 4:30   |
| 10. | "Limit to love"         | 3:41   |